# Уокер, Бенджамин
Бе́нджамин Уо́кер Скодела́рио-Дэ́вис (англ. Benjamin Walker Scodelario-Davis; род. 21 июня 1982, Картерсвилл, Джорджия) — американский актёр и комик. Наиболее известен по ролям Авраама Линкольна в хорроре «Президент Линкольн: Охотник на вампиров», Джорджа Полларда-мл. в драме «В сердце моря», Тома Варная в «Ледяном драйве», Ива де ла Круа в фильме «Русалка и дочь короля», а также Эрика Гилдена в телесериале «Джессика Джонс» и Гиль-галада в фэнтезийном сериале «Властелин колец: Кольца власти». Номинант на премию «Тони».

## Биография
Бенджамин Уокер Дэвис родился 21 июня 1982 года в Картерсвилле, штат Джорджия, США. После окончания средней школы, он учился в Академии искусств Интерлокен в Мичигане. В 2004 году он окончил актёрские курсы в школе Джульярд в Нью-Йорке. Некоторое время выступал в комедийных шоу в Нью-Йорке и Лос-Анджелесе.

## Карьера
В феврале 2007 года сыграл Бертрама Кейтса в бродвейской постановке «Пожнешь бурю» в театре «Лицей». В апреле 2008 года Бенджамин появился в роли шевалье Дэнсени в постановке «Опасные связи» на сцене театра «Раундэбаут». Среди остальных театральных работ Бенджамина: «The Arrangements» Атлантического театрального сообщества, несколько постановок на сцене театра имени Линкольна, «Lady Windermere’s Fan» и «Ромео и Джульетта» на театральном фестивале Уилльямс-таун.
Бенджамин также сыграл Эндрю Джексона, главную роль в мюзикле «Bloody Bloody Andrew Jackson». Ради этой роли он отказался от участия в фильме «Люди Икс: Первый класс» в роли Зверя.
В 2012 году он сыграл главную роль в фильме «Президент Линкольн: Охотник на вампиров», а в 2015 году — в фильме «В сердце моря». С 2022 года Уокер играет роль Гиль-галада в фэнтезийном телесериале «Властелин колец: Кольца власти».

## Личная жизнь
16 июля 2011 года Бенджамин женился на актрисе Мэми Гаммер. В марте 2013 года пара подала на развод.
В апреле 2014 года начал встречаться с актрисой Каей Скоделарио. Их помолвка состоялась 28 декабря 2014 года, а в конце 2015 года пара поженилась. В конце ноября 2016 года у пары родился сын, а в январе 2022 года у пары родилась дочь. В 2024 году они сообщили о разводе.

## Фильмография

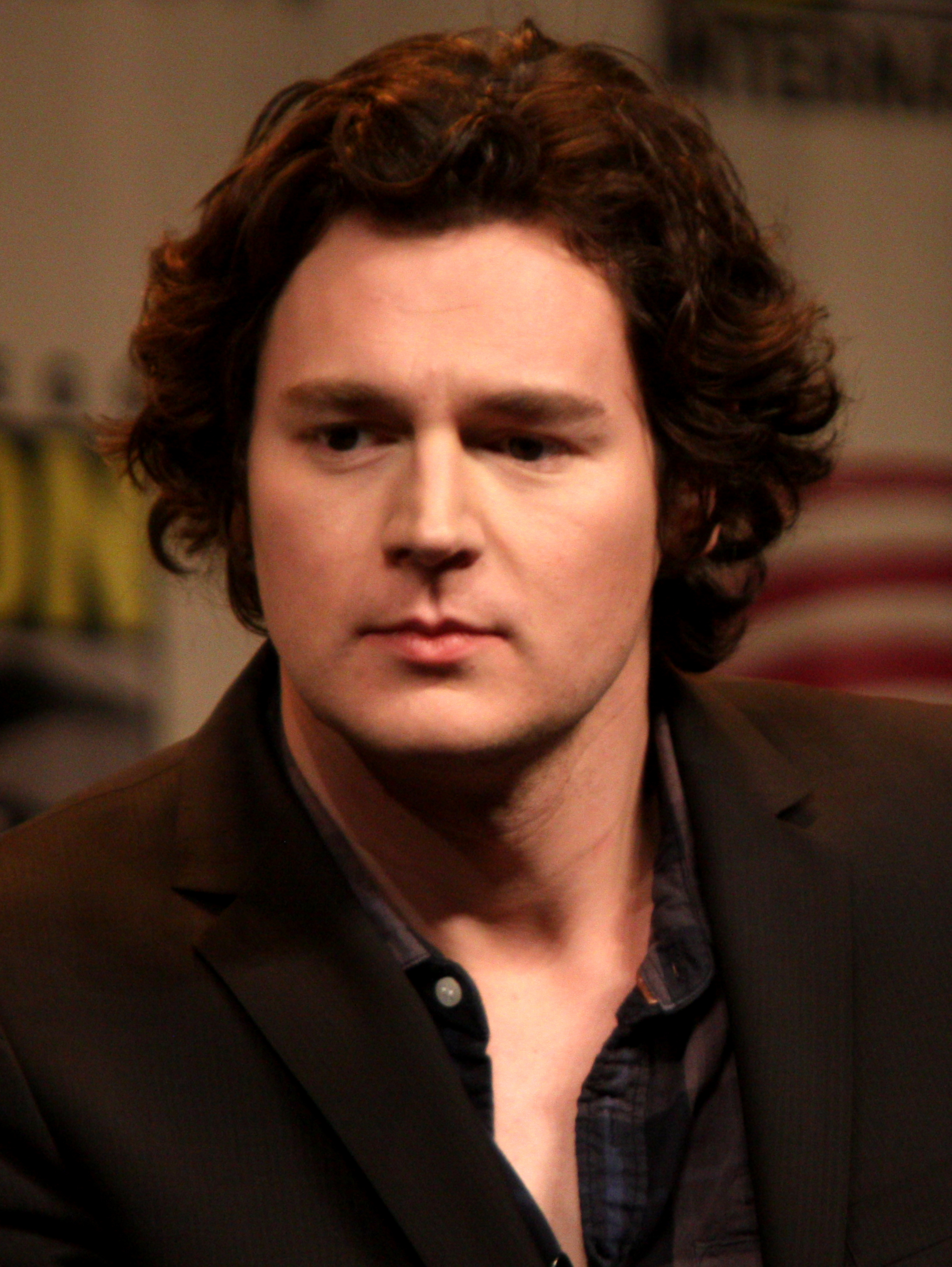
Бенджамин Уокер в 2012 году

| Год          |     | Русское название                        | Оригинальное название                     | Роль               |
| ------------ | --- | --------------------------------------- | ----------------------------------------- | ------------------ |
| 2004         | ф   | Кинси                                   | Kinsey                                    | Кинси в 19 лет     |
| 2005         | ф   | Непристойная Бетти Пейдж                | The Notorious Bettie Page                 | Джим               |
| 2006         | ф   | Бессознательный                         | Unconscious                               | Джон Стрэдлейтер   |
| 2006         | ф   | Флаги наших отцов                       | Flags of Our Fathers                      | Харлон Блок        |
| 2006         | с   | 3 фунта                                 | 3 lbs.                                    | Ник Росс           |
| 2007         | кор |                                         | Wasted NYC                                | Билли              |
| 2007         | кор | День всех святых                        | All Saints Day                            | Мэттью             |
| 2009         | ф   | Вояки                                   | The War Boys                              | Дэвид              |
| 2010         | тф  | На запад!                               | Westward!                                 | Джесси Бун         |
| 2010         | ф   | Тренер                                  | Coach                                     | Энди               |
| 2010         | с   | Поздней ночью с Джимми Фэллоном         | Late Night with Jimmy Fallon              | Эндрю Джексон      |
| 2011         | ф   | Вольф с E                               | Wolfe with an E                           | клерк              |
| 2012         | ф   | Президент Линкольн: Охотник на вампиров | Abraham Lincoln: Vampire Hunter           | Авраам Линкольн    |
| 2013         | ф   | Главный бой Мухаммеда Али               | Muhammad Ali's Greatest Fight             | Кевин Коннолли     |
| 2013         | тф  | Миссионер                               | The Missionary                            | Рой                |
| 2015         | ф   | В сердце моря                           | In the Heart of the Sea                   | Джордж Поллард-мл. |
| 2016         | ф   | Выбор                                   | The Choice                                | Трэвис Шоу         |
| 2017         | ф   | Озеро Шиммер                            | Shimmer Lake                              | Зик Сайкс          |
| 2019         | с   | Предатели                               | Traitors                                  | Джимми Дерби       |
| 2019         | ф   | Любовь слепа                            | Love Is Blind                             | Фермер Смитсон     |
| 2019         | с   | Джессика Джонс                          | Jessica Jones                             | Эрик Гилден        |
| 2021         | с   | Подземная железная дорога               | The Underground Railroad                  | Терренс Рэндалл    |
| 2021         | ф   | Ледяной драйв                           | Ice Road                                  | Том Варнай         |
| 2022         | ф   | Русалка и дочь короля                   | The King's Daughter                       | Ив де ла Круа      |
| 2022 — н. в. | с   | Властелин колец: Кольца власти          | The Lord of the Rings: The Rings of Power | Гиль-галад         |
| 2024         | ф   | Пятое сентября                          | 5 September                               | Питер Дженнингс    |